# لورا كروفت
لورا كروفت (بالإنجليزية: Laura Croft)‏ (ولدت في 30 يناير 1983) هي عارضة أمريكية.وكانت بلاي ميت الشهر لشهر يوليو سنة 2008 في عدد مجلة البلاي بوي.
في 9 مارس 2009، ضهرت في برنامج الراو لورا على أنها زوجة المصارع راندي أورتن.

## روابط خارجية
- لورا كروفت على موقع IMDb (الإنجليزية)
- لورا كروفت على موقع قاعدة بيانات الفيلم (الإنجليزية)